# Ero lawrencei
Ero lawrencei är en spindelart som beskrevs av Unzicker 1966. Ero lawrencei ingår i släktet Ero och familjen kaparspindlar. Inga underarter finns listade i Catalogue of Life.